# Hoštice (district de Kroměříž)
Pour les articles homonymes, voir Hoštice.
Hoštice (en allemand : Hoschtitz) est une commune du district de Kroměříž, dans la région de Zlín, en République tchèque. Sa population s'élevait à 157 habitants en 2025.

## Géographie
Hoštice se trouve à 16 km au sud-ouest de Kroměříž, à 32 km à l'ouest de Zlín et à 224 km à l'est-sud-est de Prague.
La commune est limitée par Morkovice-Slížany au nord-ouest, par Troubky-Zdislavice au nord-est, par Honětice au sud-est et par Litenčice au sud-ouest.

## Histoire
La première mention écrite du village date de 1131.

## Transports
Par la route, Hoštice se trouve à 17 km de Kroměříž, à 45 km de Zlín, à 55 km de Brno et à 265 km de Prague.